# Prosthechea concolor
Prosthechea concolor är en orkidéart som först beskrevs av Juan José Martinez de Lexarza, och fick sitt nu gällande namn av Wesley Ervin Higgins. Prosthechea concolor ingår i släktet Prosthechea och familjen orkidéer. Inga underarter finns listade i Catalogue of Life.